# Первомаец (клуб спортивных единоборств)
«Первомаец» — клуб спортивных единоборств в Первомайском районе Новосибирска. Создан в 1965 году. С 1990-х годов — клуб спортивных единоборств.

## История
В 1965 году работниками НЭРЗ был построен спортивный клуб «Молодость».

## Отделение борьбы
В 1994 году при содействии Фонда Карелина, НЭВЗ и Федерации спортивной борьбы принято решение о капитальном ремонте спортивного зала и его переустройстве для подготовки борцов. Организацию переименовали в клуб спортивных единоборств «Первомаец».

### Воспитанники
В 1994—2001 годах спортивный клуб подготовил пять мастеров спорта международного класса (А. Ларин, А. Черепахин, Е. Мыреев, Д. Ушницкий, А. Лисица) и 20 мастеров спорта России. В 1997 году «Первомаец» выступал в качестве самостоятельной команды на Кубке России. В 1999 и 2001 годах А. Черепахин стал победителем Кубка мира, и, кроме того, чемпионом мира среди военнослужащих (1999). В 2001 году Е. Богомолов завоевал бронзовую медаль на первенстве Европы среди старших юношей.

### Тренеры
1 января 2002 года старшим тренером отделения стал мастер спорта международного класса А. Ю. Лисица.

## Отделение бокса и кикбоксинга
С декабря 1996 года сформировано отделение бокса и кикбоксинга, для которого на свои средства был создан зал с 20 подвесными снарядами, 10 подушками и 4 пневматическими грушами. Рядом с боксёрским залом клуб устроил специализированную площадку для тренировок в летний и зимний периоды.

### Воспитанники
Мастер спорта международного класса А. Павлов в 1998 году стал вторым призёром на чемпионате Европы по кикбоксингу, в 2001 году занял второе место на Кубке мира. С. Земляков выиграл первенство Чемпионата мира среди юниоров по кикбоксингу, в 2001 году стал победителем на Чемпионате мира. С. Осипов — победитель России среди СДЮШ ОР и УОР, воспитанник клуба А. Левошин также стал финалистом этих соревнований.

## Спортивные судьи
Клуб подготовил мастера спорта и судью международной категории К. М. Кузнецова.